# Alexandre Freytag

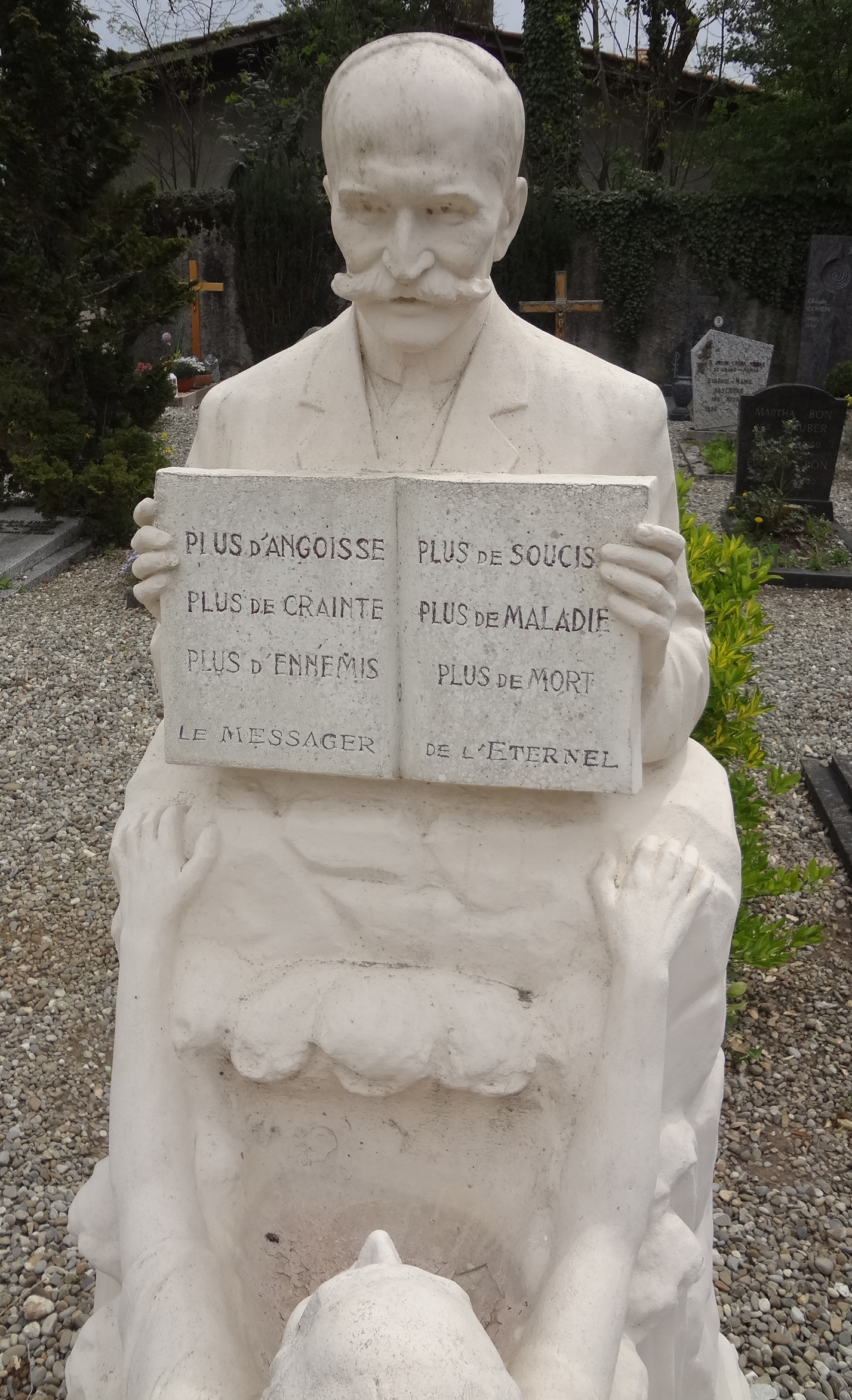
Alexandre Freytag, Detail des Grabmals in Cartigny

Frédéric-Louis-Alexandre Freytag (* 18. Oktober 1870 in Baden; † 31. Januar 1947 in Cartigny GE) war ein Schweizer Bibelforscher und Begründer der Religionsgemeinschaft Kirche des Reiches Gottes (Menschenfreundliche Versammlung).

## Leben und Wirken

### Herkunft
Seine Eltern waren der Friseur Louis und Maria-Hélène, geb. Weissbrod. Nach dem Tod seines Vaters 1888 begann Freytags spirituelle Suche, die ihn zunächst zu den Sieben-Tags-Adventisten führte. Schon früh kreisten seine Gedanken um die Frage, wie der Tod besiegt werden könne. Den Satz „Der Tod ist der Sünde Sold“ (Röm 6,23 ) deutete er so, dass Gott keinen Grund mehr habe, einen völlig sündlos lebenden Menschen mit dem Tod zu bestrafen. Er bemühte sich fortan, ein Leben im äussersten Gottesgehorsam zu führen.

### Tätigkeit für die Wachtturm-Gesellschaft
1898 schloss er sich den Bibelforschern an. 1912 wurde in Genf ein Büro der Wachtturm-Gesellschaft für die französischsprachige Schweiz gegründet, dem Emil Lanz vorstand. Freytag, der Deutsch, Englisch und Französisch sprach, übersetzte dort Charles Taze Russells Zeitschrift Zions Wacht-Turm ins Französische. Als Lanz 1916, nach Russells Tod, mit der Wachtturm-Gesellschaft brach, wurde Freytag zum Leiter des Genfer Büros der Wachtturm-Gesellschaft.

### Bruch mit der Wachtturm-Gesellschaft
1917 begann Freytag eigenmächtig inhaltliche Änderungen in der französischen Fassung des Wachtturms vorzunehmen und die Wachtturm-Gesellschaft zu kritisieren. Da die von Freytag übersetzte bzw. redigierte französische Ausgabe des Wachtturms immer weniger dem englischen Original entsprach, begannen andere Bibelforscher, unter ihnen Adolphe Weber, parallel zu Freytags französischem Wachtturm eine französische Übersetzung des englischen Wachtturms herauszugeben. Im Januar 1919 gründeten in Paris Rutherford-treue Bibelforscher ein eigenes französisches Büro, weil sie Freytags Genfer Büro nicht mehr trauten. Im Sommer 1919 verbrachte Freytag Eigentum der Wachtturm-Gesellschaft vom Genfer Büro an seine Privatadresse, woraufhin Joseph Franklin Rutherford Freytag entliess, das Genfer Büro auflöste und Conrad C. Binkele beauftragte, vom Zürcher Büro der Wachtturm-Gesellschaft aus die Bibelforscher in der gesamten Schweiz zu betreuen. Gegen Freytag, der sich weigerte, an sich genommenes Eigentum der Wachtturm-Gesellschaft zurückzugeben, wurden seitens der Wachtturm-Gesellschaft mehrere Gerichtsverfahren angestrengt, die Freytag verlor.

### Kirche des Reiches Gottes
Nach dem Bruch mit den Bibelforschern gründete Freytag die Kirche des Reiches Gottes (auch: Philanthropisches Werk, Menschenfreundliches Werk bzw. Amis de l’homme, Vereinigung Der Engel des Herrn); etwa vier Fünftel der damaligen französischsprachigen Bibelforscher schlossen sich ihm an. Freytag bezeichnete sich bzw. seinen Verlag als „Engel Jehovas“, später als „Engel des Herrn“. Freytags Lehre verband chiliastische Überlegungen Russells mit der Ansicht, dass Menschenfreunde durch die Erfüllung des Weltallgesetzes (d. h. durch eine altruistische Lebensweise) am Aufbau des Reiches Gottes auf der Erde mitwirken könnten. Seine Gemeinschaft dehnte sich nach Deutschland, Österreich und Frankreich aus und betrieb mehrere Landwirtschaftsbetriebe in der Schweiz (Cartigny, Marnand und Wart bei Neftenbach), in Frankreich, Österreich, Deutschland (Schloss Sternberg, das 1933 von Freytag erworben wurde), Belgien und Mexiko. In Österreich werden derzeit noch wöchentlich Gottesdienste in Graz, Salzburg, Traun und Wien abgehalten.

### Abspaltungen
Nach Freytags Tod spaltete sich noch 1947 in Frankreich eine Gruppe unter Bernard Sayerce von der Kirche des Reiches Gottes ab, verwendete aber weiter die Bezeichnung Amis de l’homme.